# Wilhelm Neumann-Walter
Wilhelm Neumann-Walter (17. srpna 1873 Vídeň – 14. května 1926 Vídeň) byl rakouský politik, na počátku 20. století poslanec Říšské rady.

## Biografie
Vychodil národní školu a gymnázium. Vystudoval práva na univerzitě. Působil jako dvorní a soudní advokát. Angažoval se politice.
Na počátku 20. století se zapojil i do celostátní politiky. Ve volbách do Říšské rady roku 1911 získal mandát v Říšské radě (celostátní zákonodárný sbor) za obvod Dolní Rakousy 4. Byl nezařazeným poslancem. Ve vídeňském parlamentu setrval až do zániku monarchie. K roku 1911 se profesně uvádí jako dvorní a soudní advokát.
V letech 1918–1919 zasedal jako poslanec Provizorního národního shromáždění Německého Rakouska (Provisorische Nationalversammlung), nyní za Německou nacionální stranu (DnP).